# Order of World Scouts
L'Order of World Scouts (Ordine degli scout del mondo) è un'organizzazione scout internazionale.
Nasce l'11 novembre 1911 per volontà di Sir Francis Vane, fondatore dei British Boy Scout e delle British Girl Scout (BBS - BGS), nonché dei REI, i Ragazzi Esploratori Italiani, la prima organizzazione scout nazionale italiana.

L'OWS è presente in diverse nazioni, quali Gran Bretagna, Polonia, Australia, Italia, Perù, Cile, Brasile, Repubblica Dominicana, Argentina, Uruguay, Bolivia, Messico, Giamaica, Ucraina, Nepal ed Ecuador.

## Ufficiali dal 1911
Grand Scoutmasters
- Sir Francis Vane (1911-1912)
- Albert Jones Knighton (1913-1926)
- Rt Hon Lord Alington (1926-1932)
- Samuel Nalty Manning (1932-1967)
- Percy Herbert Pooley in-charge (1967-1971)
- Charles A Brown in-charge (1971-1983)
- Charles A Brown (1983-1992)
- Edward E Scott (1993-2000)
- Rev'd Michael John Foster (2000-2006)
- David Cooksely (2016-)

Presidenti
- Colonel Frederick Charles Keyser 1909
- Sir Francis Vane bt 1909-1913

Vice Presidenti
- Prince Di Cassano of Italy

Presidenti onorari
- Mrs G White Brebble 1932
- Viscount Milton 1939
- The Rt Hon The Earl of Fitzwilliam 1948
- The Reverend Bill Dowling 1997

Assistant Grand Scoutmaster, Britain.
- Captain Masterman 1911-1912.
- L C Hobbs 1914-1926.

Assistant Grand Scoutmaster, South Australia.
- Joseph Regis-Coory 1911-1914

Assistant Grand Scoutmaster, South Africa.
- H C Edwards-Carter 1911-1914

Assistant Grand Scoutmaster, France.
- Monsieur Augustin Dufresne 1911-1914

Assistant Grand Scoutmaster, Italy.
- Ivano Venerandi 2007-

Assistant Grand Scoutmaster, Poland.
- Jerzy Gach 2009-

Chief Commissioner for Britain.
- W G Whitby 1909-1911
- Percy Herbert Pooley 1926-1971
- Charles A Brown 1971-1983
- Rev'd Michael John Foster 1983-2000
- David Cooksely 2000-

Chief Commissioner for Australia.
- Robert Cambell 1991-

Chief Commissioner for Canada.
- Bill Nangle 1999 Resigned.

Chief Commissioner for Italy.
- Ivano Venerandi 2006-2007

Chief Commissioner for Poland.
- Jerzy Gach 2002-2008

Chief Commissioner for Argentina.
- Osvaldo Fonseca 2008-

Chief Commissioner for Bolivia.
- Rolando Farfan 2008-

Chief Commissioner for Brasil.
- Salvio Avenor 2008-

Chief Commissioner for Chile.
- Marcelo Vergara 2008-

Chief Commissioner for Republica Dominicana.
- Roberto Torres 2008-

Chief Commissioner for Jamaica.
- Lavinia McClure 2009-

Chief Commissioner for Mexico.
- Juventino Sandoval 2009-

Chief Commissioner for Peru.
- Josè Luis Duffoò Cornejo 2008-

Chief Commissioner for Ukrain.
- Aleksander Matsiyevskyy 2009-

Chief Commissioner for Uruguay.
- Jorge Villaran 2008-

Chief Commissioner for Ecuador.
- Eduardo José Mera Alay 2010-
Chief Commissioner for Nepal.
  - Sudhan Maraseni 2016-

## Lista dei membri
| Stato                 | Gruppo                                                                                           | Anni         |
| --------------------- | ------------------------------------------------------------------------------------------------ | ------------ |
| Argentina             | Argentina: UTSA                                                                                  | 2008-present |
| Australia             | British Boy Scouts (AU)                                                                          | 1911-1930s   |
| Australia             | Independent Australian Scouts                                                                    | 1991-present |
| Belgium               | Troop based in La Panne                                                                          | 1911-1914    |
| Bolivia               | Bolivia: USTA                                                                                    | 2008-present |
| Brasile               | Brasil: USTA                                                                                     | 2008-present |
| Canada                | British Boy Scouts (Canada)                                                                      | 1911-1919    |
| Canada                | Canadian Independent Scout Association                                                           | 1999-2000    |
| Cina                  | The British Boy Scouts (Hong Kong)                                                               | 1911-1914    |
| Cile                  | FIDES Chile (Federación de escultismo Chilena) USTA                                              | 2008-Present |
| Cile                  | Boy Scouts Woodcraft de Chile USTA                                                               | 2008-Present |
| Cile                  | Unión de Scouts de Chile USTA                                                                    | 2008-Present |
| Repubblica Dominicana | Dominican Republic USTA                                                                          | 2008-Present |
| Ecuador               | Confraternidad Scouts del Guayas                                                                 | 2010-present |
| Egitto                | The British Boy Scouts (Egypt)                                                                   | 1911-1914    |
| Francia               | French Scouts                                                                                    | 1911-1914    |
| Hawaii (USA)          | Order of World Scouts Hawaii                                                                     | 1985-2000    |
| India                 | The British Boy Scouts (India)                                                                   | 1911-1914    |
| Irlanda               | British Boy Scouts (Ireland)                                                                     | 1911-1914    |
| Italia                | Ragazzi Esploratori Italiani                                                                     | 1911-1914    |
| Italia                | National Scout Training School (Scuola Nazionale Formazione Scout)                               | 2002-Present |
| Giamaica              | Girl Scouts of Jamaica                                                                           | 2008-Present |
| Messico               | Scouts Mexicanos AC                                                                              | 2008-Present |
| Nuova Zelanda         | The British Boy Scouts (New Zealand)                                                             | 1911-1914    |
| Perù                  | The Peruvian Association of Scouts Around the World (Asociacion Peruana de los Scouts Del Mundo) | 2008-present |
| Perù                  | Perù UTSA                                                                                        | 2008-present |
| Polonia               | Ls-Drzewo Pokoju                                                                                 | 2002-Present |
| Sud America           | The British Boy Scouts (Creillos, South America)                                                 | 1911-1914    |
| Sudafrica             | The British Boy Scouts (South Africa)                                                            | 1911-1914    |
| Regno Unito           | British Boy Scouts                                                                               | 1911-present |
| Regno Unito           | British Girl Scouts                                                                              | 1911-present |
| Regno Unito           | British Girl's Nursing Corps                                                                     | 1911-1912    |
| Regno Unito           | The Order of the Redeemer                                                                        | 1914-Present |
| Regno Unito           | Scout History Association                                                                        |              |
| Ucraina               | Organization of Ukrainian Scouts OUS                                                             | 2009-present |
| Stati Uniti           | American Boy Scouts                                                                              | 1911-1912    |
| Uruguay               | Uruguay UTSA                                                                                     | 2008-Present |